# Franz Islacker
Franz Islacker (Essen, 3 februari 1926 –  1 juli 1970) was een Duits voetballer. Hij is de vader van voetballer Frank Islacker en grootvader van Mandy Islacker.

## Biografie
Na passages bij TuS Helene Altenessen, VfR Mannheim en Rheydter SpV belandde hij in 1952 bij Rot-Weiss Essen waarmee hij in 1953 de DFB-Pokal won in de finale tegen Alemannia Aachen. Islacker scoorde het eerste doelpunt voor Essen. Het volgende seizoen streed de club met 1. FC Köln om de titel in de Oberliga West. De strijd was spannend tot het laatste moment want Köln had maar één punt voorsprong. Pas in de 87ste minuut van de laatste wedstrijd kwam Essen, dankzij Islacker op voorsprong tegen FC Schalke 04 en leek een titel binnen handbereik, daar de stand bij Köln tegen SV Sodingen nog gelijk stond. Essen scoorde zelfs nog een keer maar in de negentigste minuut scoorde ook Köln een winnende treffer en veroverde zo de titel. Normaal mocht de vicekampioen van de Oberliga ook nog wel naar de nationale eindronde, maar door het aankomende WK in Zwitserland werd er een verkorte eindronde gespeeld.
Het volgende seizoen werd Essen met zes punten voorsprong op Sodingen kampioen. In de nationale eindronde werd de club ongeslagen groepswinnaar en plaatste zich voor de finale tegen 1. FC Kaiserslautern. De finale in Hannover werd een waar doelpuntenfestijn waarbij Islacker een hoofdrol speelde en een hattrick scoorde in de 4-3 overwinning. Essen werd voor de eerste en enige keer landskampioen. In de 70ste minuut van de wedstrijd had hij zich aan de knie geblesseerd, maar omdat destijds nog geen wissels mogelijk waren bleef hij al strompelend verder spelen en scoorde bij een 3-3 stand zelfs het winnende doelpunt in de 85ste minuut.
In 1954 speelde hij ook één interland tegen Frankrijk, daarna werd hij niet meer opgeroepen. In 1961 stopte hij op het hoogste niveau. In totaal had hij 251 wedstrijden in de Oberliga gespeeld. Zijn laatste seizoen speelde hij bij tweedeklasser Neukirchen. Hij overleed in 1970 aan een beroerte.